# SSTR1
SSTR1 (англ. Somatostatin receptor 1) – білок, який кодується однойменним геном, розташованим у людей на короткому плечі 14-ї хромосоми. Довжина поліпептидного ланцюга білка становить 391 амінокислот, а молекулярна маса — 42 686.
| 10         |  | 20         |  | 30         |  | 40         |  | 50         |
| ---------- |  | ---------- |  | ---------- |  | ---------- |  | ---------- |
| MFPNGTASSP |  | SSSPSPSPGS |  | CGEGGGSRGP |  | GAGAADGMEE |  | PGRNASQNGT |
| LSEGQGSAIL |  | ISFIYSVVCL |  | VGLCGNSMVI |  | YVILRYAKMK |  | TATNIYILNL |
| AIADELLMLS |  | VPFLVTSTLL |  | RHWPFGALLC |  | RLVLSVDAVN |  | MFTSIYCLTV |
| LSVDRYVAVV |  | HPIKAARYRR |  | PTVAKVVNLG |  | VWVLSLLVIL |  | PIVVFSRTAA |
| NSDGTVACNM |  | LMPEPAQRWL |  | VGFVLYTFLM |  | GFLLPVGAIC |  | LCYVLIIAKM |
| RMVALKAGWQ |  | QRKRSERKIT |  | LMVMMVVMVF |  | VICWMPFYVV |  | QLVNVFAEQD |
| DATVSQLSVI |  | LGYANSCANP |  | ILYGFLSDNF |  | KRSFQRILCL |  | SWMDNAAEEP |
| VDYYATALKS |  | RAYSVEDFQP |  | ENLESGGVFR |  | NGTCTSRITT |  | L          |

A: Аланін

C: Цистеїн

D: Аспарагінова кислота

E: Глутамінова кислота

F: Фенілаланін

G: Гліцин

H: Гістидин

I: Ізолейцин

K: Лізин

L: Лейцин

M: Метіонін

N: Аспарагін

P: Пролін

Q: Глутамін

R: Аргінін

S: Серин

T: Треонін

V: Валін

W: Триптофан

Кодований геном білок за функціями належить до рецепторів, g-білокспряжених рецепторів, білків внутрішньоклітинного сигналінгу. 
Локалізований у клітинній мембрані, мембрані.